# Terpsichore bipinnata
Terpsichore bipinnata är en stensöteväxtart som först beskrevs av Robert G. Stolze, och fick sitt nu gällande namn av Alan Reid Smith. Terpsichore bipinnata ingår i släktet Terpsichore och familjen Polypodiaceae. Inga underarter finns listade.